# Związek Jedności Narodowej
Związek Jedności Narodowej założono 21 stycznia 1833 r. w Paryżu jako organizację tajną, posiadającą pięć stopni wtajemniczenia. Na czele stał ks. Adam Czartoryski, który był najwyższym naczelnikiem, do organizacji należeli także gen. Henryk Dembiński i Karol Otto Kniaziewicz. Niższe stopnie wtajemniczenia ZJN przekształcono pod koniec 1837 r. w Związek Insurekcyjno-Monarchiczny Wyjarzmicieli.
Celem organizacji było odzyskanie niepodległości, liczono jednak na interwencję mocarstw zachodnich. Głoszono wolność słowa i wyznania, równość wobec praw, ochronę własności, uwłaszczenie przy ochronie interesów szlachty oraz utrzymanie monarchii.
Działania ZJN polegały na utrzymywaniu łączności z krajem i tworzeniu konspiracji. Starano się przeciwdziałać propagandzie republikańskiej.
Władzami organizacji była tzw. rada familijna w składzie: Władysław Zamoyski, Ludwik August Plater, Henryk Dembiński, Stanisław Barzykowski, Gustaw Małachowski, Karol Otto Kniaziewicz, Julian Ursyn Niemcewicz, Kalikst Morozewicz, Andrzej Antoni Plichta, Józef Świrski, Ludwik Michał Pac, Karol Boromeusz Hoffman, Roman Załuski, Stanisław Gawroński, Feliks Breański.